# Hanna Piotrowska
Hanna Piotrowska (ur. 21 listopada 1964 w Olsztynie) – polska aktorka teatralna.

## Życiorys
Hanna Piotrowska w 1988 roku ukończyła czteroletnie Studio wokalno-aktorskie im. Baduszkowej przy Teatrze Muzycznym w Gdyni. Przez jeden sezon była aktorką Teatru Dramatycznego w Słupsku a następnie do roku 1994 pracowała w Teatrze Lalki "Tęcza" w Słupsku. 
Przez 8 lat współpracowała ze słupskim kabaretem DKD. W 1996 roku została laureatką pierwszej nagrody za monolog kabaretowy na Festiwalu PAKA w Krakowie. Od 2004 roku jest aktorką Teatru Nowego w Słupsku.

## Spektakle Nowego Teatru w Słupsku
- 2004 – Stanisław Ignacy Witkiewicz – Szalona lokomotywa – Mira Kapuścińska (reż. Jan Peszek, Michał Zadara),
- 2004 – Gabriela Zapolska – Moralność pani Dulskiej – Juliasiewiczowa z Dulskich (reż. Bogusław Semotiuk),
- 2004 – Leszek Malinowski – Intercity – pasażerka (reż. Leszek Malinowski, Bogusław Semotiuk),
- 2005 – William Shakespeare – Romeo i Julia – pani Capuleti (reż. Bogusław Semotiuk),
- 2005 – Szolem Alejchem – Skrzypek na dachu – Gołda (reż. Zbigniew Macias),
- 2005 – Ray Cooney – Okno na parlament – pokojówka (reż. Ireneusz Kaskiewicz, Bogusław Semotiuk),
- 2005 – Sofokles – Sofokles – Edyp i Antygona – Eurydyka (reż. Bogusław Semotiuk),
- 2005 – Iwona Wernikowska – Baśń w poszukiwaniu teatru – wiedźma (reż. Albert Osik),
- 2005 – Fiodor Dostojewski – Zbrodnia i kara – Anastazja (reż. Edward Żentara),
- 2005 – Lucjan Rydel – Betlejem polskie – królowa, mieszczka (reż. Zbigniew Kułagowski, Bogusław Semotiuk),
- 2006 – Juliusz Słowacki – Balladyna – wdowa (reż. Jan Machulski, Bogusław Semotiuk),
- 2006 – Zbigniew Książek – Sceny miłosne dla dorosłych (reż. Albert Osik),
- 2006 – Ginette Beauvais-Garcin, Marie Chevalier – Klan wdów – Żaneta (reż. Julia Wernio),
- 2007 – Platon – Obrona Sokratesa (reż. Ireneusz Kaskiewicz),
- 2007 – Przygody Sindbada Żeglarza – Księżniczka Diamentowa, syrena (reż. Hanaa Abdel Fattah Metwaly),
- 2007 – Adam Mickiewicz – Dziady – Pani Gubernatorowa, Aniołek, jeden z Aniołów Ks. Piotra (reż. Stanisław Otto Miedziewski),
- 2008 – Aleksander Fredro – Zemsta – Śmigalska, Perełka (reż. Ireneusz Kaskiewicz)